# Cassinia trinerva
Cassinia trinerva là một loài thực vật có hoa trong họ Cúc. Loài này được N.A.Wakef. mô tả khoa học đầu tiên năm 1951.